# 缅甸国徽
现行缅甸联邦共和国国徽于2011年1月31日开始使用，由1974年版缅甸国徽的修改而来。
1974年版緬甸國徽中間為緬甸版圖置於一個十四齒的齒輪，齒數象徵緬甸的省和邦，外飾以稻穗；新国徽中间为缅甸版图置于橄榄枝中间，兩頭欽特為守護獸。兩者之間為花卉狀圖案，頂端為一象徵獨立的五角星。下方是绶带。
因国家体制改变，与旧国徽相比，新国徽进行了一定程度的修改，删去了社会主义国家在国徽上经常使用的齿轮、稻穗等图案，改用番樱桃属枝环绕缅甸版图。